# Exotrail
Exotrail est une jeune pousse disruptive (deep tech) qui développe et commercialise des moteurs pour satellite de petite taille ou nanosatellite,. Elle est fondée en 2017 par David Henri, Nicolas Heitz, Jean-Luc Maria et Paul Lascombes. Elle fait partie de l'industrie dite du NewSpace,.
Elle conçoit des petits propulseurs à effet Hall, prénomés spaceware, qui permettent aux satellites de modifier leur orbite à moindre coût,. Ils fonctionnent grâce à l'effet Hall, un des modes de propulsion électrique particulièrement efficace,. L'entreprise conçoit également un bus spatial nommé spacevan, permettant de transporter d'une orbite à une autre des charges utiles n'ayant pas forcément de mode de propulsion. Son premier vol a eu lieu en novembre 2023. Deux outils logiciels de simulation et d’opérations spatiales (spacestudio et spacetower) constituent également la gamme de produits de l'entreprise.
Créée en 2017, Exotrail a depuis levé plus de 72 M€ auprès de fonds de capital-risque et d’acteurs institutionnels. L'entreprise évolue principalement entre Toulouse et Massy. Elle a démontré ses premiers produits dans l’espace fin 2020 avec succès.

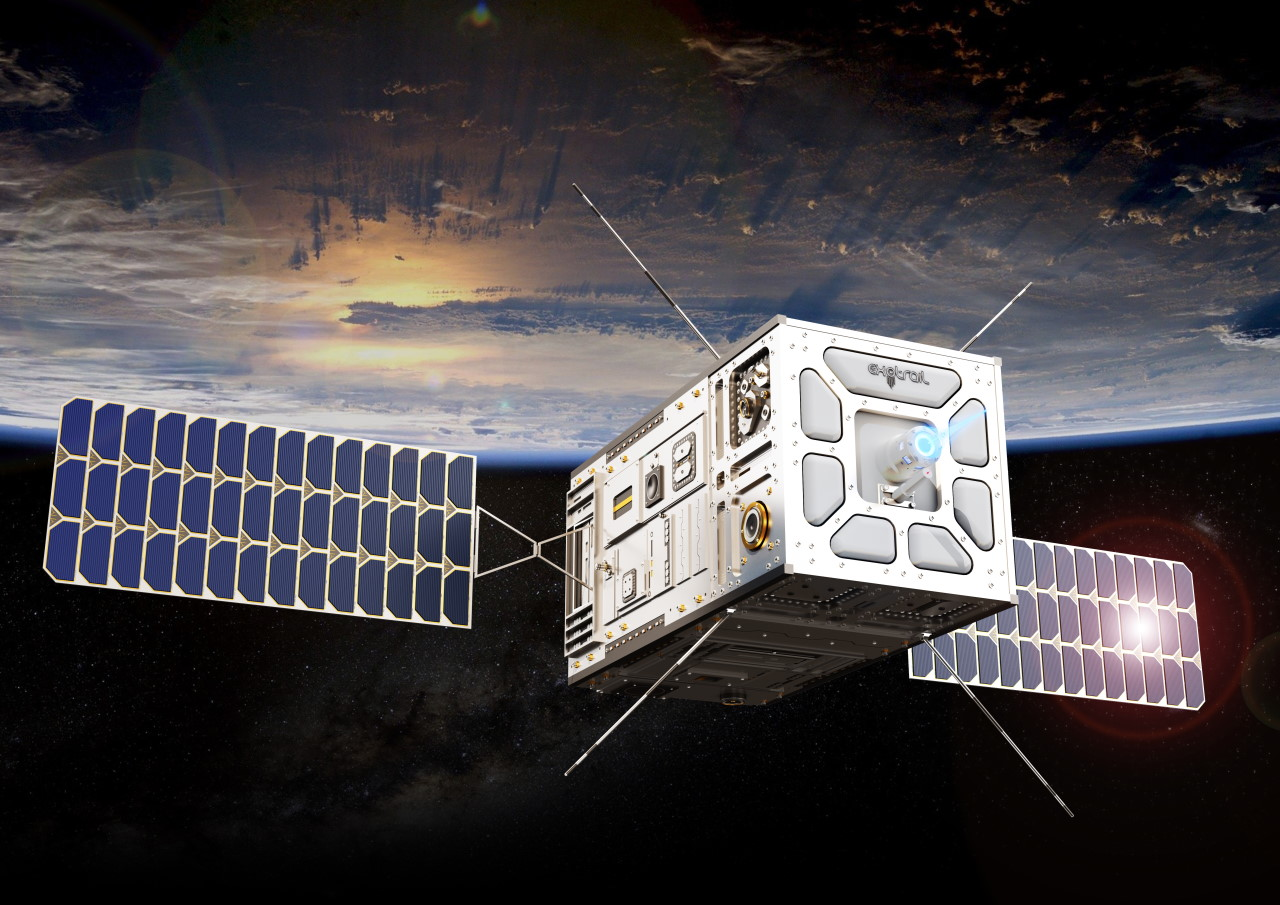
Rendu artistique d'un satellite équipé d'un moteur Exotrail spaceware à effet Hall

## Histoire
Exotrail est née de la recherche académique. Le concept du micropropulseur à effet Hall a été développé au début des années 2000 par Marcel Guyot au laboratoire GEMaC de l'UVSQ,,, dans le contexte d’un groupement de recherche (GdR) « Propulsion ».
Les innovations qui ont suivi ont fait l’objet de plusieurs brevets internationaux et ont abouti aux premiers tests de mise à feu couronnés de succès en 2014 au GEMaC,.
Le projet est, dès lors, accompagné par le CNRS via son programme de prématuration « Incitation pour l’innovation », puis par la SATT Paris-Saclay à partir de 2016,,.
En 2017, l'entreprise est fondée par David Henri, Nicolas Heitz, Jean-Luc Maria et Paul Lascombes. Elle est alors incubée au sein de l'École polytechnique de Paris.
En 2018, Exotrail lève 3,5 millions d'euros pour son développement auprès des fonds 360 Capital Partners, Irdi Soridec et la BPI,,,,.
En 2019, un partenariat avec le laboratoire ICARE (Institut de Combustion Aérothermique Réactivité Environnement), du CNRS Orléans, est annoncé, afin de développer les moteurs électriques. Toujours en 2019, Exotrail inaugure ses nouveaux bureau à Massy, dans la banlieue parisienne,,.
En 2020, elle est choisie pour équiper deux satellites d'Eutelsat (transmission par satellite de chaînes de télévision et stations de radio) : ELO 3 et ELO 4,. Toujours en 2020, Exotrail annonce la commercialisation de son premier logiciel, ExoOPS - Mission Design (spacestudio), permettant la conception et l’optimisation de mission pour satellite et constellation.
En 2020 toujours, la société lève 11 millions d'euros supplémentaires pour financer sa croissance auprès notamment des fonds Karista et Innovacom.
En 2023, Eurazeo et des acteurs stratégiques publics entrent au tour de table aux côtés des historiques à l'occasion d'une levée de 54 millions d'euros.
En juin 2023, l'entreprise fait partie des lauréats de la première édition du programme French Tech 2030.
À bord d'une fusée Falcon 9, le premier spacevan est mis en orbite lors de la mission Transporter-9 de SpaceX en novembre 2023. Quelques mois plus tard en mars, l'entreprise annonce avoir déployé le satellite que le véhicule transportait. D'autres missions sont prévues pour le spacevan, l'une notamment à bord d'Ariane 6 en 2026, et dont la mission sera de circulariser son orbite après avoir été larguée en orbite de transfert géostationnaire.

## Récompenses et distinctions
- Novembre 2019, Exotrail est sélectionné par la Commission Européenne afin de travailler sur un nouveau matériau ayant pour but d'améliorer les performances des cathodes.
- Février 2019, Exotrail remporte 1,55 million d'euros via le Concours d'Innovation dans le cadre du Grand plan d’investissement[28],[29]
- Juillet 2018, Grand Prix i-LAB[30] parmi plus de 460 candidatures.
- Décembre 2020, après 18 mois de développement, premier allumage avec succès du plus petit propulseur à effet Hall au monde.